# Holywell (Hertfordshire)
Holywell – dzielnica miasta Watford, w Anglii, w Hertfordshire, w dystrykcie Watford. W 2011 roku dzielnica liczyła 8626 mieszkańców.